# Joseph Dufour (peintre)
Pour les articles homonymes, voir Joseph Dufour et Dufour.
Joseph Dufour né à Tramayes (Saône-et-Loire) le 13 décembre 1754 et mort à Paris le 15 janvier 1827 est un peintre et industriel français.
Il est renommé pour ses créations de papiers peints panoramiques.

## Biographie
Second enfant, après sa sœur Philiberte (née en 1751), Joseph Dufour est le premier garçon du charpentier Claude Dufour et de son épouse, Françoise Braillon, qui lui donne le jour le 13 décembre 1754. Il aura deux frères : Joseph en 1757, et Pierre en 1758, enfant posthume de Claude Dufour qui meurt le 28 mars 1758. Joseph Dufour grandira auprès de son oncle paternel qui exerce à Beaujeu le métier de boulanger. Il fera auprès de lui divers petit métier : livreur de pain, domestique, berger et employé de bureau chez des greffiers.
Joseph Dufour est un esprit vif, avide de savoir et désireux de s'instruire. Il poursuit des études de droit et se place chez un huissier nommé Dufour à Montigny[Lequel ?] et plus tard chez M. Vacher, contrôleur des actes à Cluny. C'est à cette occasion qu'il fait la connaissance de Pratot, et c'est par cet homme qu'il rencontre M. d'Arcelin qui l'emmène avec lui à Lyon et le place à l'École royale gratuite de dessin de Lyon, où il réside en 1784 et habite place de la Charité. En 1790, il travaille à la fabrique de papier peint de Jean Antoine Ferrouillat et s'associe avec son patron en 1792, lequel a quelques difficultés financières. La manufacture sera dissoute en 1800.
Durant la Révolution Lyon s'oppose à la Convention. Celle-ci envoie l'armée commandée par Kellermann pour réprimer la révolte. Lyon, après capitulation, le 9 octobre 1793,  est baptisée commune affranchie et le département du Rhône est créé. Joseph Dufour et sept autres "bons républicains" sont nommés administrateurs de ce nouveau département du Rhône. Il est dans les actes qualifié de "marchand de papiers". Le 10 août suivant l'administration départementale est renouvelée et Dufour n'est pas renouvelé mais il bénéficie toujours de confiance des représentants de la Convention. Dufour est nommé président du district de la Commune-Affranchie. Il exerce cette fonction durant trois semaines, jusqu'au 28 août 1794.
En 1797, rue de la Paroisse à Mâcon, il fonde la Manufacture Joseph Dufour et Cie avec son frère Pierre Dufour et Jean-Baptiste Faivre. Le dessinateur Jean-Gabriel Charvet est embauché, mais trois plus tard, des difficultés se présentent et Pierre se retire de l'association. 
Le 24 octobre 1802, Joseph Dufour épouse Marie Joséphine Farge (née en 1781), fille d'un soyeux de Lyon. La dot de la jeune femme va permettre le redressement financier de l'entreprise qui, par deux fois, sera au bord de la faillite, obligé de solliciter des délais de paiements qui seront à chaque fois accordés. Puis l'entreprise prend son envol, comptant jusqu'à 90 ouvriers en 1805.
Le papier peint panoramique Les Sauvages de la mer du Pacifique, peint par Jean-Gabriel Charvet, paraît chez Moiroux à Mâcon en 1804 dans une plaquette publicitaire de 48 pages, et sera la même année exposé au Louvre, obtenant un grand succès, puis deux ans plus tard en 1806 à l'Exposition des produits de l'industrie française, qui fera également l'admiration des visiteurs et des éloges au concepteur.
En 1805, la Ville de Mâcon passe une commande pour la visite des souverains afin de décorer avec les papiers peints les salles de l'hôtel de ville.
Joseph Dufour s'installe dans le faubourg Saint-Antoine à Paris en 1807, dans des locaux qui servaient déjà à la fabrique de papier peints. En 1808, il s'attache les services du peintre graveur Xavier Mader (1789-1830), qui restera dans l'entreprise jusqu'en 1822. En 1808, il commence sa production de panoramiques avec Les Mois de l'année dessiné par Alexandre-Évariste Fragonard (1780-1850), puis Les Portiques d'Athénes de Mader. Son succès lui permet de faire l'acquisition de ses nouveaux locaux au 10, rue Beauvau à Paris en 1814. En sortiront notamment : Les Monuments de Paris, La Galerie mythologique, Psyché et Cupidon, Paysage de Télèmaque, L'Île de Calypso, Les Incas, etc.
En 1821, sa fille Marie-Joséphine épouse Amable Leroy, qu'il associe à son entreprise. La Société prend alors le nom de Dufour et Leroy. Sortent encore des ateliers plusieurs papiers peints panoramiques dont : Paul et Virginie et Le Voyage d'Anténor en Grèce et en Asie. 
Joseph Dufour meurt à son domicile du 10, rue Beauvau à Paris. Il est inhumé à Paris au cimetière du Père-Lachaise (58e division).
Sa manufacture lui survivra jusqu'en 1836 et ses planches revendues continueront d'être imprimées par d'autres établissements comme celui de Jules Eugène Desfossé.

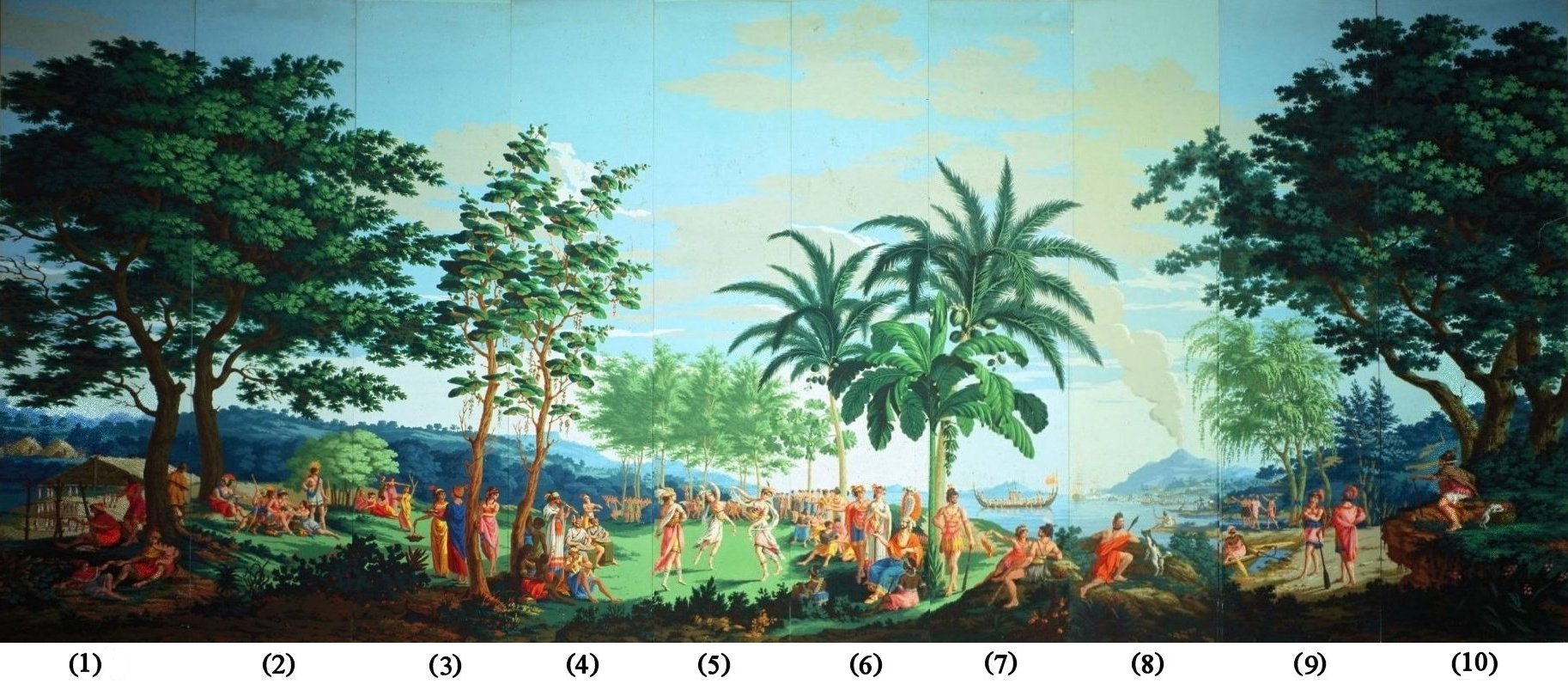
Jean-Gabriel Charvet, Les Sauvages de la mer du Pacifique, papier peint panoramique en dix lés, Canberra, National Portrait Gallery of Australia.

## Collections publiques
Australie

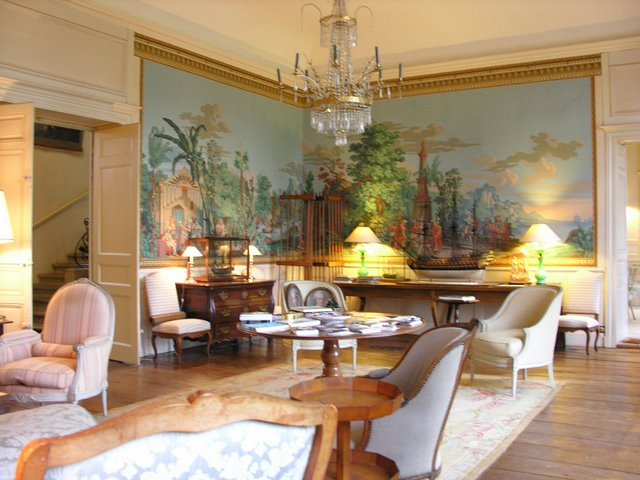
L'Arrivée de Pizarre chez les Incas, grand salon de la malouinière de la Ville Bague à Saint-Coulomb.

- Canberra, National Portrait Gallery of Australia : Les Sauvages de la mer du Pacifique[4].

États-Unis
- New York, Metropolitan Museum of Art.

France
- Champlitte, château de Champlitte, salon d'hiver : Les Sauvages de la mer du Pacifique.
- Horgues, château de Horgues (en), salon des papiers peints : Vue panoramique de Paris, 1812.
- La Rochelle, musée du Nouveau Monde.
- Laval, musée du vieux château :
  - Psyché au bain, édition originale par la manufacture Dufour en 1815, d'après des dessins de Merry-Joseph Blondel et Louis Lafitte[6] ;
  - Psyché recueillie par un pêcheur, édition originale par la manufacture Dufour en 1815, d'après des dessins de Merry-Joseph Blondel et Louis Lafitte[7] ;
  - Psyché voulant poignarder l'Amour, édition originale par la manufacture Dufour en 1815, d'après des dessins de Merry-Joseph Blondel et Louis Lafitte[8] ;
  - Paysages de Télémaque dans l'île de Calypso : danses de nymphes et offrandes à Pomone, Joseph Dufour manufacture[9] ;
  - Paysages de Télémaque dans l'île de Calypso : offrande à Déméter, Joseph Dufour manufacture[10] ;
  - Paysages de Télémaque dans l'île de Calypso : récit des aventures de Télémaque et Mentor à Calypso et à ses nymphes, Joseph Dufour manufacture[11] ;
  - Paysages de Télémaque dans l'île de Calypso : Télémaque part à la chasse avec la nymphe Eucharis (suite). Télémaque est épris d'Eucharis. Calypso les épie avec jalousie, Joseph Dufour manufacture[12] ;
  - Paysages de Télémaque dans l'île de Calypso : Vénus descendue de son char confie Cupidon à Calypso et à ses nymphes. Télémaque part à la chasse avec la nymphe Eucharis, Joseph Dufour manufacture[13] ;
  - Vues d'Italie, manufacture Joseph Dufour[14].
- Lyon, musée des Tissus et des Arts décoratifs.
- Mâcon, musée des Ursulines.
- Paris, musée des Arts décoratifs : Les Mois de l'année, papier peint dessiné par Évariste Fragonard, Octobre[15] ; Novembre[16] ; Juin[17] ; Septembre[18] ; Décembre[19],[20].
- Rixheim, musée du Papier peint[21].
- Saint-Coulomb, malouinière de la Ville Bague : L'Arrivée de Pizarre chez les Incas, 1820, Manufacture Dufour et Leroy. Classé monument historique.

Italie
- Laconi, palais Aymerich, musée Archéologique.

Royaume-Uni
- Londres, Victoria and Albert Museum.

Suisse
- Mézières, musée du Papier peint.

## Expositions
- Exposition des produits de l'industrie française en 1819, où il obtient une médaille d'argent

## Hommages

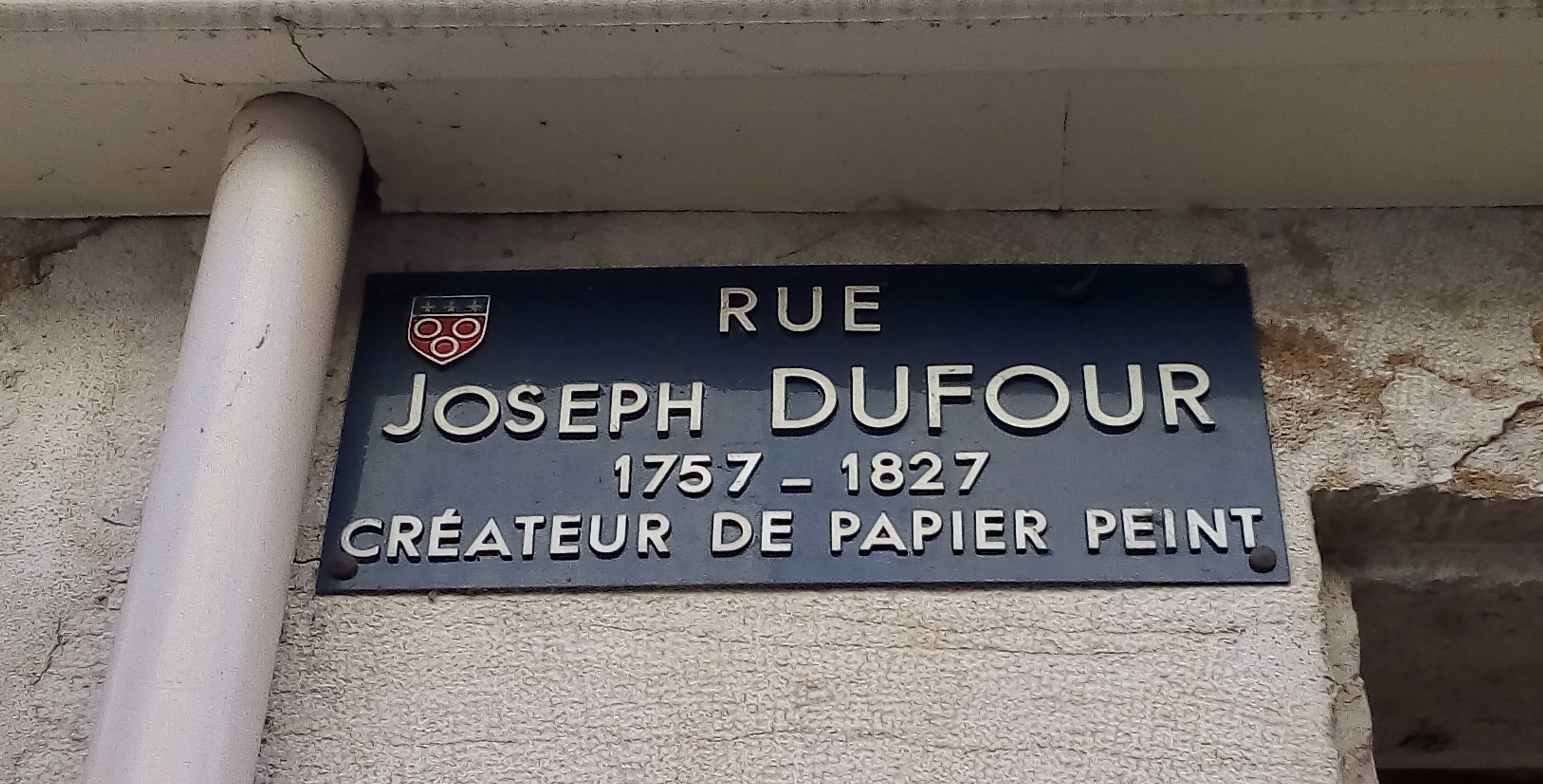
Plaque de la rue Joseph Dufour à Mâcon.

- La municipalité de Mâcon a donné son nom à une rue de la ville.
- Une salle communale de Tramayes porte son nom.